# Shirpur
Shirpur är en ort i Indien.   Den ligger i distriktet Dhule och delstaten Maharashtra, i den centrala delen av landet, 800 km söder om huvudstaden New Delhi. Shirpur ligger 157 meter över havet och antalet invånare är 69 540.
Terrängen runt Shirpur är platt. Runt Shirpur är det ganska tätbefolkat, med 222 invånare per kvadratkilometer. Det finns inga andra samhällen i närheten. Trakten runt Shirpur består till största delen av jordbruksmark.